# Montpouillan
Montpouillan település Franciaországban, Lot-et-Garonne megyében. Lakosainak száma 817 fő (2022. január 1.). Montpouillan Gaujac, Cocumont, Fourques-sur-Garonne, Guérin, Marcellus, Marmande és Samazan községekkel határos.

## Népesség
A település népességének változása:
| Lakosok száma | 537  | 605  | 610  | 611  | 705  | 761  | 800  | 846  | 836  | 817  |
|               | 1968 | 1982 | 1990 | 2006 | 2013 | 2015 | 2017 | 2019 | 2020 | 2022 |